# David Jemmali
David Jemmali (Toulouse, Francia, 13 de diciembre de 1974), futbolista tunecino, de origen francés. Juega de defensa y su actual equipo es el Girondins de Burdeos de la Ligue 1 de Francia.

## Selección nacional
Ha sido internacional con la Selección de fútbol de Túnez, ha jugado 6 partidos internacionales.

### Participaciones en Copas del Mundo
| Mundial                        | Sede     | Resultado    |
| ------------------------------ | -------- | ------------ |
| Copa Mundial de Fútbol de 2006 | Alemania | Primera fase |

## Clubes
| Club                 | País    | Año       |
| -------------------- | ------- | --------- |
| AS Cannes            | Francia | 1994-1997 |
| Girondins de Burdeos | Francia | 1997-     |

## Palmarés

### Campeonatos nacionales
| Título                     | Club                 | País    | Año  |
| -------------------------- | -------------------- | ------- | ---- |
| Ligue 1                    | Girondins de Burdeos | Francia | 1999 |
| Copa de la Liga de Francia | Girondins de Burdeos | Francia | 2002 |
| Copa de la Liga de Francia | Girondins de Burdeos | Francia | 2007 |

- Datos: Q464137
- Multimedia: David Jemmali / Q464137